# グローリア (ヴィヴァルディ)
グローリア ニ長調 RV.589 (Gloria)は、アントニオ・ヴィヴァルディが作曲した宗教音楽である。ヴィヴァルディの宗教作品では有名な楽曲であり、演奏頻度が高い作品でもある。この他に数曲が残されている（下記参照）。

## 概要
リオム番号（RV番号）「589番」を与えられたこのグローリアは、作曲の経緯や年代が判明していない。1703年からヴェネツィアの孤児院ピエタ院付属の音楽学校で音楽指導者を務めていたヴィヴァルディは、1713年に前任の楽長フランチェスコ・ガスパリーニが、休暇を取ってローマに旅行したままピエタに戻らなかったことにより、宗教音楽の作曲も委託されていたため、その時期に書かれたものであると推測されているが、詳細は不明である。
後にイタリアの作曲家アルフレード・カゼッラによってトリノの王立図書館のコレクションから発見され、カゼッラはスケッチの状態で残されていた『グローリア』の部分を補筆し、1939年の9月にシエナで行われたキジアーナ音楽院主催の第1回キジアーナ音楽祭にあたる「ヴィヴァルディ週間」(Settimana Vivaldiana)において、カゼッラ自身の指揮で『スターバト・マーテル』(RV 621)などと共に蘇演され、一般聴衆へヴィヴァルディの音楽への注目を高めることとなった。

## 編成
- 楽器:オーボエ1、トランペット1、ヴァイオリン2部、ヴィオラ、チェロ、オルガン
- 声楽:ソプラノ2、アルト1、混声4部合唱

## 構成
全12曲から構成される。演奏時間は約30分。
- 第1曲 いと高きところには神の栄光(Gloria in excelsis Deo)
器楽の合奏による活発なアレグロで始まる。合唱は徹底的にホモフォニー風に歌い続ける。

- 第2曲 地上には善意の人々(Et in terra pax)
アンダンテ、ロ短調。伴奏は弦楽のみである。

- 第3曲 我らは主をたたえ(Laudamus te)
ソプラノ二重唱による軽快な曲。

- 第4曲 主に感謝を捧げる(Gratias agimus tibi)
アダージョ。わずか6小節からなる短いパッセージで、第5曲の序奏に相当する。

- 第5曲 主の偉大な栄光ゆえに(Propter magnam gloriam)
アレグロ。弦楽が合唱の声部と重複して同旋律を弾く。途中からホ短調に変わる。

- 第6曲 神なる主、天の王者(Domine Deus)
ラルゴ。ソプラノ独唱だが、オーボエの助奏を伴う。

- 第7曲 ひとり子である主(Domine, Fili unigenite)
アレグロ。合唱は弦楽合奏による伴奏で歌われる。

- 第8曲 神なる主、神の子羊(Domine Deus, Agnus Dei)
アダージョ、ニ短調。ここではアルトが歌う。

- 第9曲 世の罪を除きたもう者よ(Qui tollis peccata mundi)
アダージョ。イ短調で始まるが、結尾はホ長調で終わる。

- 第10曲 御父の右に座りたもう者よ(Qui sedes ad dexteram Patris)
アレグロ、ロ短調。弦楽の伴奏によるアルトの独唱である。

- 第11曲 あなたのみが聖であり(Quoniam tu solus sanctus)
アレグロ。第1曲の繰り返しであるが、短縮された形式をとる。

- 第12曲 聖霊とともに(Cum Sancto Spiritu)
アレグロ。堂々とした終曲であるが、G.M.ルッジェーリが1708年に作曲した『グローリア』の最後の部分を書き直したものである。

## この他のグローリア
ヴィヴァルディはこの他に数曲ほど作曲している。このうちの2曲は偽作である。

### グローリア ニ長調 RV.588
作曲年代は不明だが、RV.639と639aに関連しているとされる。

### グローリア 変ホ長調 RV.590
紛失している。楽器編成のみが知られる（5声とオーボエ・トロンバ）。

### グローリア ニ長調 RV.Anh.23
偽作で、ジョヴァンニ・マリア・ルギエリ（Giovanni Maria Ruggieri）の作と判明。RV.588と589に関連しているとされる。

### グローリア ト長調 RV.Anh.24
偽作で、同じくジョヴァンニ・マリア・ルギエリの作。

## 参考資料
- 作曲家別名曲解説ライブラリー ヴィヴァルディ（音楽之友社）
- M・トールバット 著 為本章子 訳『[BBCミュージック・ガイド①　ヴィヴァルディ』(上)、(下)　（東芝EMI音楽出版、1981）ISBN 4-543-08021-1（上）ISBN 4-543-08046-7（下）
- ヴァルター・コルネーダー 著、馬淵卯三郎、大村典子 共訳『ヴィヴァルディの演奏法』（アカデミア・ミュージック、1977）
- ヴィヴァルディ:『グローリア』（サイモン・プレストン指揮,エンシェント室内管弦楽団）のブックレット、他